# Auzon (Allier, Auzon)
Der Auzon ist ein Fluss in Frankreich, der überwiegend im Département Haute-Loire in der Region Auvergne-Rhône-Alpes verläuft. Er entspringt unter dem Namen Ruisseau de Blanchet im nordöstlichen Gemeindegebiet von Champagnac-le-Vieux, entwässert generell in westlicher Richtung durch den Regionalen Naturpark Livradois-Forez und mündet nach rund 18 Kilometern im Gemeindegebiet von Auzon als rechter Nebenfluss in den Allier. Im Unterlauf bildet der Auzon auf einer Länge von etwa 800 Metern die Grenze zum benachbarten Département Puy-de-Dôme.

## Orte am Fluss
(Reihenfolge in Fließrichtung)
- Thaunat, Gemeinde Chassignolles
- Blanchet, Gemeinde Saint-Hilaire
- Marion, Gemeinde Chassignolles
- Bonjour, Gemeinde Saint-Hilaire
- Auzon
- Chappes, Gemeinde Auzon